# Armin Wegner
Pour les articles homonymes, voir Wegner.
Armin Theophil Wegner  (Elberfeld, 16 octobre 1886 ; Rome, 17 mai 1978) est un officier sanitaire allemand, écrivain, photographe et militant des droits de l'homme qui a pris position en faveur des droits des Juifs et des Arméniens. Témoin du génocide arménien, il a pris des clichés clandestins qui comptent parmi les premières sources photographiques conservées aujourd'hui.

## Biographie

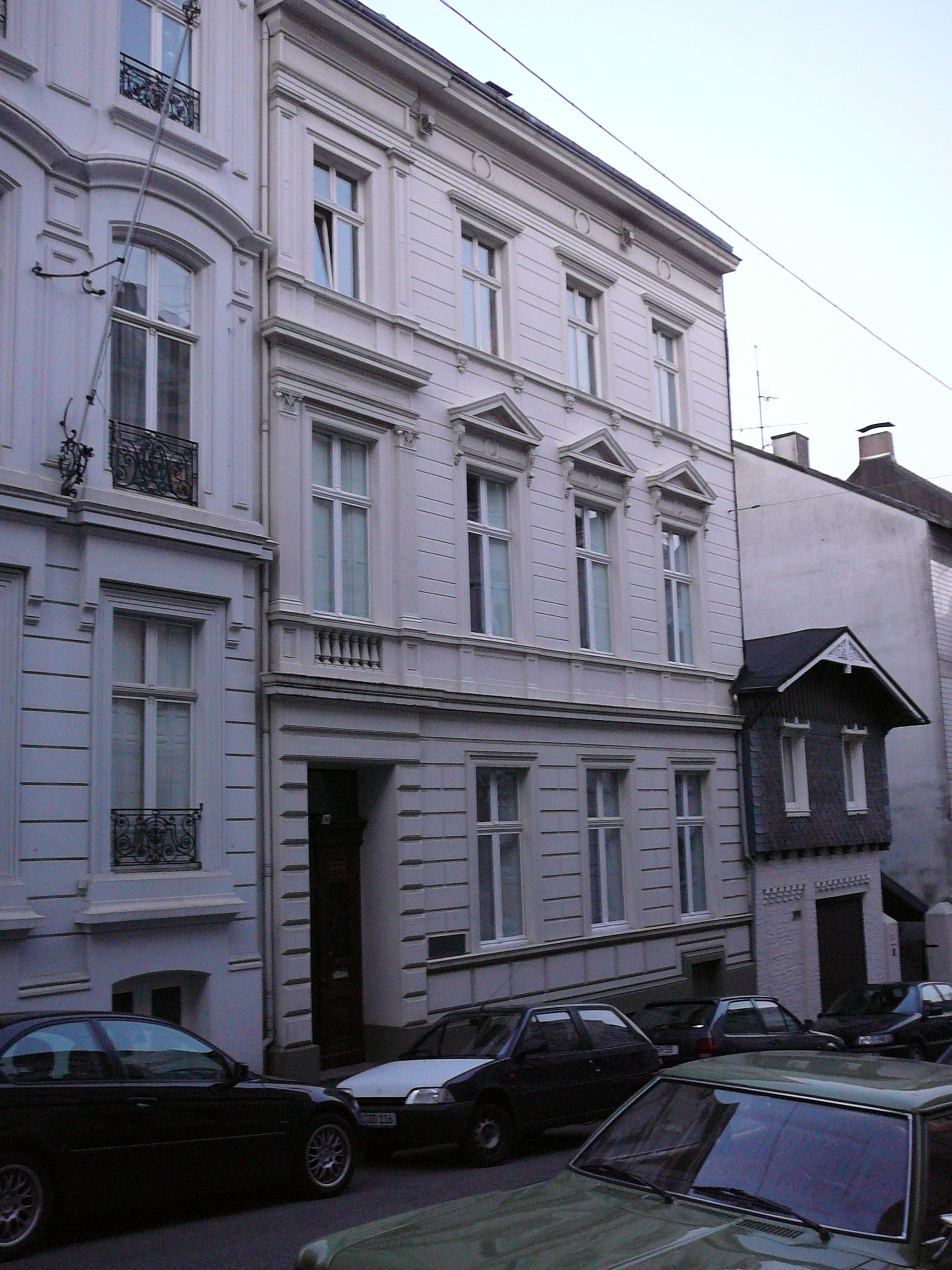
Maison natale d'Armin Wegner à Elberfeld.

Armin Wegner est né le 16 octobre 1886 à Elberfeld près de Wuppertal en Rhénanie. Officier sanitaire pendant la Première Guerre mondiale, il sert en Turquie, qui est alors l'alliée des Puissances centrales (Allemagne, Autriche-Hongrie). Sous-lieutenant dans une division commandée par le maréchal von der Goltz, il est un témoin direct du génocide des Arméniens qu'il photographie, en dépit des ordres de l'armée, dans les camps de déportés arméniens de Ras al-Aïn, Rakka, Alep et Deir ez-Zor. Les images rapportées clandestinement en Allemagne ont été prises en 1915 et 1916.
En février 1919, Wegner adresse une lettre ouverte au président américain Woodrow Wilson publiée dans le journal berlinois Berliner Tageblatt, dans laquelle il en appelle à une Arménie indépendante. Il fonde la même année avec Helene Stöcker et d'autres le Bund der Kriegsdienstgegner (Union des objecteurs de conscience).
Armin Wegner a protesté contre les persécutions à l'encontre des Juifs dans l'Allemagne hitlérienne. Il est arrêté en 1933 par la Gestapo. Le 11 avril 1933, il écrit une lettre ouverte à Hitler dans laquelle il proteste contre la législation antisémite. Incarcéré dans plusieurs prisons et camps de concentration, il parvient à s'enfuir pour gagner l'Italie.
Armin Wegner a également été une figure de l'expressionnisme allemand.
En 1967, il se voit décerner le titre de « Juste parmi les nations » par le mémorial de Yad Vashem en Israël. L'année suivante, il est invité par le Catholicos de tous les Arméniens et reçoit l'ordre de Saint-Grégoire-l'Illuminateur.
Il meurt à Rome le 17 mai 1978, à l'âge de 91 ans.

## Photographies
- Déportés arméniens, 1915-1916, auteur Armin Wegner